# یوچیرو یوشیکاوا
یوچیرو یوشیکاوا (انگلیسی: Yoichiro Yoshikawa; ۸ اکتبر ۱۹۵۷ – ) موسیقی‌دان اهل ژاپن بود.